# ОШ „Душко Радовић” Нови Београд
Основна школа „Душко Радовић“ једна је од школа на Новом Београду. Налази се у новобеоградском Блоку 1 на адреси у Булевару Зорана Ђинђића 112.
Школа је основана 13. августа 1961. године одлуком Народног одбора општине Нови Београд, под називом О.Ш „25. мај”. Почела је са радом 1. септембра 1961. године у згради ОШ „Иван Гундулић“ на Новом Београду. У том периоду, школа је имала 17 одељења, која су похађала 547 ученика. Било је 32 запослена лица, 11 учитеља, 13 сталних и хонорарних наставника, управитељ школе, секретар, домар и 5 чистачица.
Због великог броја деце, изграђена је нова зграда школе „25. мај”, а пресељење у нову зграду одрађено је 15. маја 1962. године, када ју је похађало 667 ученика. У објекту се налазило шеснаест нових учионица, три кабинета, фискултурна сала, ђачка амбуланта, библиотека са читаоницом, школска кухиња и велика радионица за опште-техничко васпитање. Током прве године рада, школска библиотека поседовала је 650 књига.
У новембру 1992. године школа је променила име у „Душко Радовић”, по српском песнику, писцу, новинару, афористичару и ТВ уреднику.
Данас, школа има 20 учионица и већи део опремљених кабинета за наставу виших разреда. Поред библиотеке, школа поседује и рачунарску лабораторију. У школи постоји 16 одељења, као и зубарска ординација.
У новембру 2018. године почела је комплетна реконструкција школе. Ради се на реконструкцији зграде и санацији дворишта, а рок за завршетак радова је прва половина 2020. године. За то време, ђаци похађају наставу у школама ОШ „Иван Гундулић”, Ђуро Стругар и Ратко Митровић.